# Sorte September (gruppe)
 For alternative betydninger, se Sorte September. (Se også artikler, som begynder med Sorte September)
Sorte September (engelsk: Black September Organization (BSO), arabisk: منظمة أيلول الأسود) var en palæstinensisk terrororganisation, stiftet i 1970, selvom visse historiske kilder antyder, at gruppens medlemmer blev trænet af en lang række af terrorister og attentatmænd lang tid før. Gruppens navn kom fra konflikten, kendt som Sorte September, som begyndte den 16. september 1970, da Kong Hussein af Jordan erklærede militært herredømme som et svar på fedayeens forsøg på at overtage hans kongerige. Dette resulterede i drab på og uddrivelse af tusinder af palæstinensere fra Jordan.
Sorte September begyndte som en lille celle af Fatahs mænd, som var besluttet på at hævne sig mod Kong Hussein og den jordanske hær. Medlemmer fra andre grupper, som PFLP og as-Sa'iqa sluttede sig også til.
Sorte September er mest kendt for kidnapningen og drabene på 11 atleter fra det israelske OL-hold og en tysk politibetjent under Sommer-OL 1972 i München, som blev kendt som München-massakren.
Medlemmer: Leila Khaled, Abu Nidal.